# Eligio Cervantes
Eligio Cervantes (Tulancingo, 17 december 1974), bijgenaamd Eligeo, is een professioneel Mexicaans triatleet.

## Biografie
Zijn eerste succes boekte hij in 1995 door het WK voor neo-senioren te winnen. Hierna nam hij verschillende malen deel aan ITU wereldbekerwedstrijden en finishte een paar keer in de top tien.
Cervantes deed in 2004 mee aan de triatlon op de Olympische Zomerspelen van Athene. Hier behaalde hij een 38e plaats in een tijd van 1:59.27,81. In 2006 won hij de triatlon op de Centraal-Amerikaanse en Caribische Spelen.

## Titels
- Wereldkampioen triatlon neo-senioren: 1995

## Palmares

### aquatlon
- 2002: 9e WK in Mexico-Stad

### triatlon
- 1995:  WK neo-senioren
- 1996: 27e ITU wereldbekerwedstrijd in Drummondville
- 1996: 5e WK neo-senioren
- 1997: 53e WK olympische afstand in Perth
- 1998: 24e ITU wereldbekerwedstrijd in Auckland
- 1998: 60e WK olympische afstand in Lausanne - 2:05.54
- 1998:  Pan American in Los Cabos
- 1999: 18e ITU wereldbekerwedstrijd in Cancún
- 1999: 23e ITU wereldbekerwedstrijd in Ishigaki
- 2000: 9e ITU wereldbekerwedstrijd in Cancún
- 2000: 18e ITU wereldbekerwedstrijd in Rio
- 2001: 17e ITU wereldbekerwedstrijd in St. Antony's
- 2001: 33e WK olympische afstand
- 2001: 4e Pan American in Clermont
- 2002: DNF ITU wereldbekerwedstrijd in Corner Brook
- 2002: 11e ITU wereldbekerwedstrijd in Edmonton
- 2002: 8e ITU wereldbekerwedstrijd in St. Antony's
- 2002: 40e WK olympische afstand in Cancún
- 2003: 10e Pan-Amerikaanse Spelen in Santo Domingo - 1:55.00
- 2003: DNF ITU wereldbekerwedstrijd in Cancún
- 2003: DNF ITU wereldbekerwedstrijd in Athene
- 2003: 30e ITU wereldbekerwedstrijd in Madeira
- 2003: 8e ITU wereldbekerwedstrijd in Edmonton
- 2003: 19e ITU wereldbekerwedstrijd in St. Antony's
- 2003: DNF WK olympische afstand in Queenstown
- 2003:  Pan-Amerikaanse Spelen in Santo Domingo
- 2003: 13e Pan-Amerikaanse kampioenschappen in Santo Domingo
- 2004: 14e ITU wereldbekerwedstrijd in Mazatlán
- 2004: 21e ITU wereldbekerwedstrijd in Cancún
- 2004: 14e Pan-Amerikaanse kampioenschappen in Mexico
- 2004: 45e WK olympische afstand in Madeira
- 2004: 38e Olympische Spelen van Athene
- 2005: DNF WK olympische afstand in Gamagōri
- 2006:  Centraal-Amerikaanse en Caribische Spelen